# Gaiberg
Gaiberg este o comună din landul Baden-Württemberg, Germania.